# Helpringham
Helpringham is een civil parish in het bestuurlijke gebied North Kesteven, in het Engelse graafschap Lincolnshire.

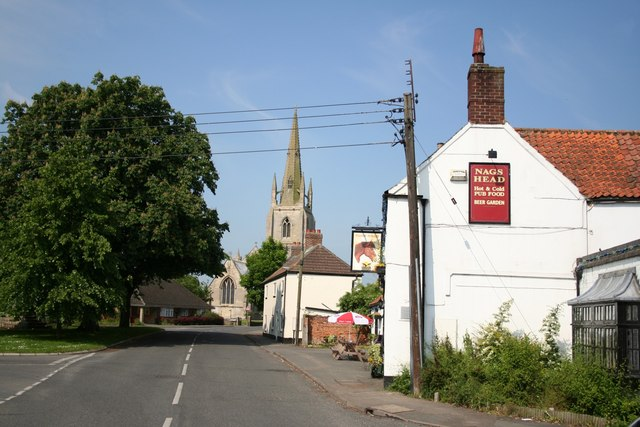
Helpringham